# Porto Acre
Porto Acre är en kommun i Brasilien.   Den ligger i delstaten Acre, i den västra delen av landet, 2 300 km väster om huvudstaden Brasília. Antalet invånare är 14 806.
Omgivningarna runt Porto Acre är huvudsakligen savann. Runt Porto Acre är det mycket glesbefolkat, med 4 invånare per kvadratkilometer.